# Makratelabergen
Makratelabergen (georgiska: მაკრატელას ქედი, Makratelas kedi) är en bergskedja i Georgien. Den ligger i den nordöstra delen av landet, i regionen Kachetien.